# Mazen al-Yasen
Mazen Mawtan al-Yasen (né le 8 juillet 1996) est un athlète saoudien, spécialisé du 400 m.
Il porte son record à 46 s 99 à Donetsk le 11 juillet 2013, lors des Championnats du monde d'athlétisme jeunesse 2013. Le 10 septembre 2017, il porte son record à 45 s 80 à Varsovie.